# Selačka (Zaječar)
Selačka (serbisch-kyrillisch Селачка) ist ein Dorf in der Opština Zaječar mit 208 Einwohnern laut Volkszählung 2011. Etwa zwei Kilometer westlich des Ortes verläuft die Magistrale  35. Am Westrand des Dorfgebietes gibt es den Haltepunkt Selačka reka («Selačka Fluss») an der Bahnstrecke Crveni Krst–Prahovo Pristanište, an dem je zwei Mal täglich Regionalzüge nach Niš und Zaječar halten. Südlich tangiert die Selačka das Dorf, die westlich Beli Timok mündet, welcher das Dorfgebiet im Westen tangiert.

## Belege
1. ↑  Република Србија, Републички завод за статистику: УПОРЕДНИ ПРЕГЛЕД БРОЈА СТАНОВНИКА: 1948, 1953, 1961, 1971, 1981, 1991, 2002. И 2011. Република Србија Републички завод за статистику, Belgrad 2014, ISBN 978-86-6161-109-4, S. 103 (serbisch, Online [PDF]).
2. ↑  Srbija Voz: 75 Niš-Zaječar-Parhovo Pristanište-Zaječar-Niš. Srbija Voz, 2022, abgerufen am 17. Dezember 2022 (serbokroatisch).